# Acesulfam K
Acesulfam K, acesulfam potasowy (łac. acesulfamum kalicum), E950 – heterocykliczny związek chemiczny stosowany jako słodzik (około 150 razy słodszy od sacharozy). Wzmacnia też smak i zapach. Jest wydalany w postaci niezmienionej.
W temperaturze pokojowej związek ten występuje w postaci białych kryształów, rozpuszczalnych w wodzie. Odporny na temperaturę sterylizacji oraz pieczenia chleba. Szybko wywołuje krótkotrwałe odczucie słodkości. Działa synergistycznie z innymi syntetycznymi substancjami słodzącymi. Z poliolami daje słodycz zbliżoną do cukru. Nie stwarza zagrożeń, szybko ulega biodegradacji.
Na temat szkodliwości jego spożycia istnieją kontrowersje. Po przeprowadzeniu testów na toksyczność i rakotwórczość acesulfam został zarejestrowany przez Komisję Europejską i amerykańską Agencją Żywności i Leków, a więc dopuszczony do obrotu na terenie Unii Europejskiej i Stanów Zjednoczonych (przy czym jego obecność w produkcie żywnościowym musi być wyraźnie zaznaczona na etykiecie). Niektórzy naukowcy twierdzą jednak, że testy bezpieczeństwa użycia tego związku nie zostały przeprowadzone prawidłowo i acesulfam wymaga dalszych badań. W 2014 roku potwierdzono, że może dojść do alergii na ten związek oraz inne zawierające siarkę na +VI stopniu utlenienia, w tym taurynę i disulfiram. Alergie te występują równolegle. W dużych ilościach może pogorszyć pamięć, hamować glikolizę, a to ostatnie prowadzi do wyczerpania zasobów ATP, zatem i niedoborów energetycznych. Aktywowany przez acesulfam K szlak metaboliczny prowadzi do wzrostu stężenia glukozy we krwi, jednak tylko w chwili, gdy było ono już w niej wysokie (w przeciwnym wypadku stężenie glukozy się nie zmienia).